# تل دالا
تل دالا (بالإنجليزية: Dalla Hill)‏ (تهجئتها أيضًا: Dala Hill) عبارة تل في كانو، ولاية كانو، نيجيريا. يبلغ ارتفاعه 534 متر (1,753 قدم) ويحتوي على درج مع 999 درجة إلى الأعلى.
في القرن السابع الميلادي، كان التل موقعًا لمجتمع يعمل في صناعة الحديد. كان يُسمى ضريح تسومبوربورا (آلهة وثنية) من 700م. حتى الهيمنة الإسلامية في وقت لاحق من القرن الثالث عشر. كانو كان يعرف في الأصل باسم دالا بعد التل (يعني تل دالا).

## أساطير
التل جزء مهم من تاريخ مدينة كانو. يُعتقد أن باربوشي [الإنجليزية]، (وهو رجل ذو مكانة عظيمة وقوة عظيمة كان يصطاد الأفيال بعصاه ويحملها على ظهره إلى التل وفقًا للأساطير)، أقام هناك منذ مئات السنين. يُقال بإنهُ بنى ضريحًا لعبادة إله يسمى تسومبوربورا (بالإنجليزية: Tsumburbura)‏ يعتقد أنه كان يعبد من قبل شعب الهوسا في وقت ما قبل وصول الإسلام، الشخص الوحيد الذي سُمح له بالدخول إلى الضريح كان باربوشي [الإنجليزية]؛ وقد قيل «إن أي شخص دخلها دون إذنه مات بشكل مأساوي».
يرتبط هذا أيضًا بأسطورة البياجدة [الإنجليزية] في فولكلور الهوسا، وهو سرد لشخص غريب يعتقد أنه كان من بغداد، وفقًا للأساطير فإنهُ وصل في المستقبل هوسالاند، وتزوج من عائلة حاكمة، وأنجب حكام دول المدن السبع التي كان من المقرر أن يشكلوا ذلك الاتحاد، ولكن الناجح المعروف باسم هوسا باكواي.